# Maggie Carey
Maggie Carey (1977) es una directora y guionista estadounidense. Ha dirigido cortometrajes de comedia para televisión y escribió y dirigió la película The To Do List de 2013.

## Biografía
Carey se crio en Boise, Idaho. Asistió a la primaria Jackson, West Junior High, y se graduó de secundaria del Borah High School de Boise en 1993.
De su experiencia en secundaria, Carey dijo: «Estuve en todas las clases AP posibles. Jugué un montón de deportes. Estuve en el consejo estudiantil. Yo era una jugadora de fútbol». También fue salvavidas en la piscina de Borah, una experiencia que daría forma a su película The To Do List.
Carey asistió a la Universidad de Montana y se graduó en Literatura Inglesa. Cocapitana de su equipo de fútbol de la Primera División en esa universidad, después obtuvo una maestría en producción cinematográfica por la Universidad de Texas, en Austin.

## Carrera
En 2007, Carey y Liz Cackowski crearon una serie en línea llamada The Jeannie Tate Show.
Carey fue miembro de la troupe de improvisación de la Brigada Upright Citizens Brigade de Nueva York. Carey actuó tanto con el Upright Citizens Brigade Theatre en Nueva York como con Improv Olympics West en Los Ángeles.
En 2011, Carey coescribió y dirigió bocetos de cuatro episodios de Funny or Die Presents llamados "Lady Refs" sobre las árbitras que trabajan en los juegos de fútbol juvenil. Carey escribió y dirigió la comedia erótica de bajo presupuesto, The To Do List, lanzada en 2013: la acción transcurre en su Idaho natal en 1993, presentando a un personaje principal que tiene la misma edad que ella en aquel entonces.

## Filmografía
Como directora y guionista:
- The To Do List (2013)

Como escritora, directora y/o productora:
- Unbreakable Kimmy Schmidt (2016)
- Brooklyn Nueve-Nueve (2016) (episodios: "Adrian Pimento") ("Moo Moo")
- Love (2016) ("La fecha")
- Silicon Valley (2014) (episodio "Deberes fiduciarios")
- Funny or Die Presents (2011) (serie de televisión) (cuatro episodios)
- Suburban Bravery (2007) (corto)
- The Jeannie Tate Show (2007) (serie de televisión)
- Head In The Oven (2006) (serie de televisión corta)
- Jenny Clon (2005) (corto)
- Soap Scum (2004) (corto)
- Sun River Homestead (2002) (película de televisión documental corto)
- Dance Club (2002) (corto)
- Ladyporn (2001) (documental)